# Lago Prile

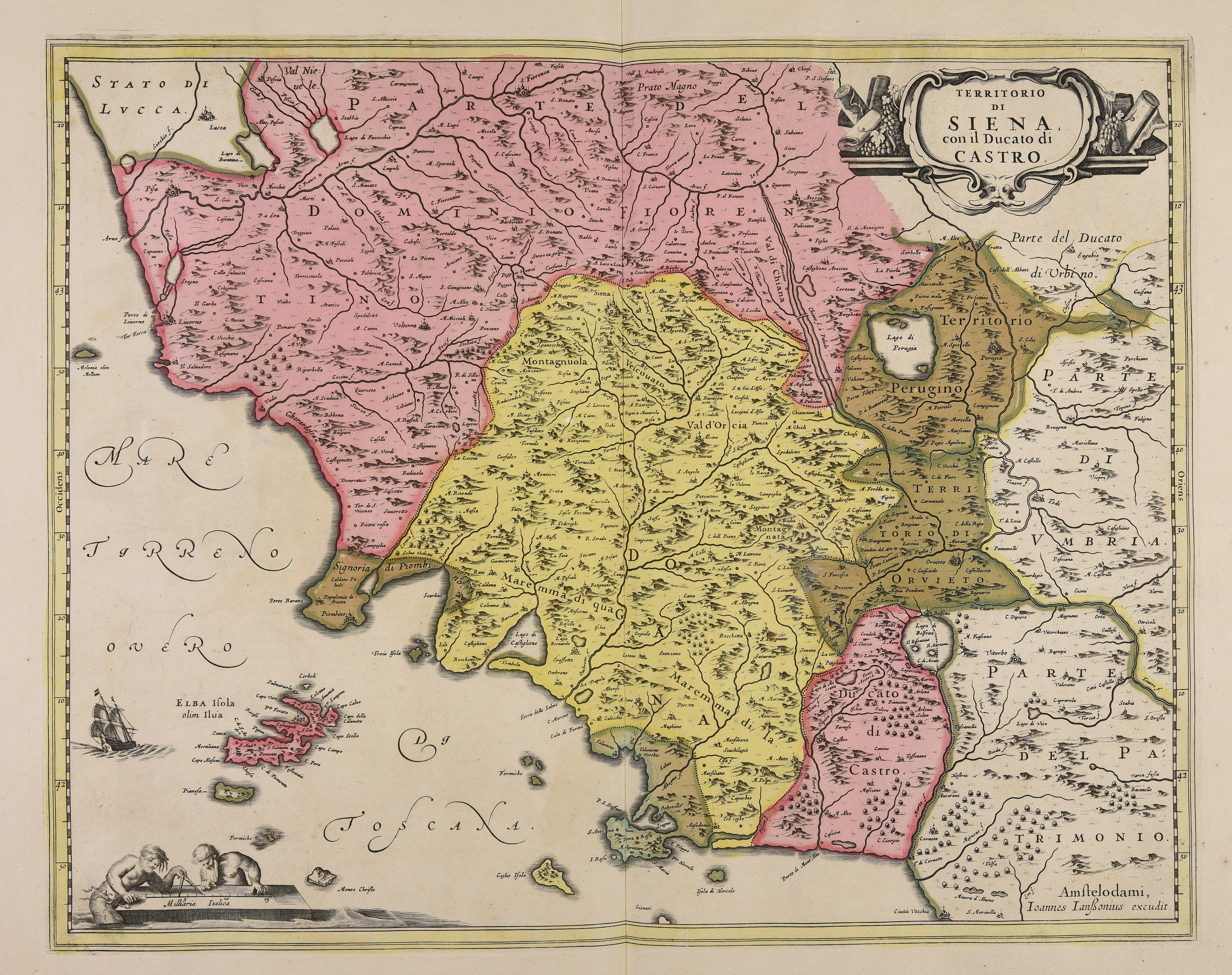
Il Lago di Castiglione è visibile in questa mappa del XVII secolo

Il lago Prile (o lago Preglio, in latino lacus Prelius o Prilis) è stato un lago salato dell'Etruria meridionale, situato nella Maremma, presso la città di Grosseto.
Ampia laguna che caratterizzava la piana terminale della valle dell'Ombrone, in età antica vide nascere e svilupparsi intorno alle sue sponde due importanti centri della civiltà etrusca, le città di Vetulonia e di Roselle, le quali trovarono nel lago una significativa fonte di ricchezza legata al commercio, alla pesca e alla produzione del sale. Ridottosi progressivamente in area palustre e focolaio di malaria, in età medievale divenne noto come "lago di Castiglione", dall'omonimo borgo che affacciava direttamente sulle sponde occidentali del lago. Fu oggetto di importanti bonifiche a partire dal XVI secolo, mentre l'opera di "colmata" tramite il trasporto di sedimenti dal fiume Ombrone venne avviata nel 1828 dal granduca Leopoldo II di Lorena. Dell'ex lago Prile rimangono i 1 200 ettari della riserva naturale Diaccia Botrona, area umida di interesse internazionale secondo la convenzione di Ramsar.

## Storia
L'area costiera della Maremma grossetana presso la foce del fiume Ombrone era occupata sin dall'antichità da un'ampia laguna, la cui frequentazione è documentata sin dall'età del Bronzo finale. La presenza di questo grande specchio d'acqua, sfruttato principalmente per la pesca, la comunicazione e la produzione del sale, contribuì allo sviluppo delle città etrusche di Vetulonia e di Roselle. Nel corso dei secoli, la formazione di un tombolo andò a chiudere la fascia litoranea interrompendo la comunicazione del lago con il mare. In epoca romana la zona lacustre era luogo di villeggiatura dei patrizi romani, e ne fa menzione Cicerone in un episodio raccontato nel Pro Milone: in risposta al proprietario terriero M. Paconio, che si rifiutava di vendere «sibi insulam in lacu Prilio», i Clodi avevano occupato l'isola con delle navi, iniziando abusivamente la costruzione della loro villa. Il lago Prile è inoltre citato nella Naturalis historia di Plinio il Vecchio.
Il lago è poi attestato nel 715 in un diploma di Ludovico il Pio, con il nome di Stagno. In tutta l'epoca medievale, il lago di Castiglione fu sfruttato intensamente per le sue ricche saline, che favorirono lo sviluppo economico di Grosseto e attirarono le mire espansionistiche della Repubblica di Siena, che acquisì i diritti di sfruttamento e se ne impossessò tra il XIII e il XIV secolo con l'annessione dei territori della Maremma. Tuttavia, il vasto territorio lacustre andò progressivamente incontro a un forte deterioramento, trasformandosi in una palude e favorendo la diffusione della malaria. La mancanza di opere di bonifica e di conservazione del lago portarono a una riduzione delle attività economiche: le saline, inizialmente situate nella località del Querciolo, presso Grosseto, vennero trasferite nella prima metà del XIV secolo alla foce dell'Ombrone, presso la Torre della Trappola.
Nella seconda metà del XVI secolo, dopo la conquista fiorentina e la nascita del Granducato di Toscana, i Medici avviarono alcuni interventi di sistemazione dell'area lacustre, principalmente attraverso la realizzazione di piccoli canali di scolo. Nel 1592 il granduca Ferdinando I de' Medici istituì a Grosseto l'Ufficio dei fossi, con il compito di coordinare le opere di bonifica e mantenere in funzione i canali e gli argini; fu in questi anni realizzata la Fossa Nuova, un canale artificiale che facilitava il deflusso al mare delle acque del lago. Tra il 1614 e il 1639 venne costruito il primo Canale Navigante, che attraversava l'area umida mettendo in collegamento Grosseto (località Querciolo) con Castiglione della Pescaia. Un primo piano organico di risanamento complessivo del lago fu messo in atto dai Lorena, dopo un fiorente periodo di dibattiti e studi economico-ingegneristici che avevano visto coinvolti intellettuali come Sallustio Bandini, Leonardo Ximenes, Pietro Ferroni, Pio Fantoni e Gaetano Giorgini. Il granduca Leopoldo II di Lorena, incentivato dalla volontà di ricavare nuova terra coltivabile anche per fare fronte all'incremento demografico, assecondò la proposta dell'ingegnere Vittorio Fossombroni e ordinò il 27 novembre 1828 la colmata integrale del lago: furono costruiti una diga sul fiume Ombrone in località San Martino e due canali diversivi per il trasporto di terra e detriti atti a riempire l'area umida; inoltre, furono scavati tre canali emissari, il San Rocco, il San Leopoldo e il Bilogio, con il compito di far defluire le acque chiare dalle aree di colmata al mare.
Le attività di bonifica della palude vennero interrotte con l'unità d'Italia, per poi riprendere con l'interessamento di Alfredo Baccarini, ingegnere capo dell'Ufficio tecnico delle bonifiche di Grosseto dal 1871 e in seguito ministro ai lavori pubblici. L'opera di colmata integrale fu completata durante il periodo fascista, dopo la costituzione del Consorzio di Bonifica Grossetana e la promulgazione della legge Mussolini sulle bonifiche del 1928. L'area ricavata dalla colmata della palude fu resa nuovamente coltivabile e abitabile: ciò si concretizzò con l'estirpazione della malaria grazie allo sterminio delle anofele con il DDT, e con la riforma agraria e la nascita dell'Ente Maremma del 1951.
Dell'antica palude del lago Prile resta una porzione di 1 273 ettari, presso Castiglione della Pescaia, che è stata dichiarata zona umida di interesse internazionale dalla convenzione di Ramsar ed è dal 1996 riserva provinciale, nota come riserva naturale Diaccia Botrona, dal nome dei due recinti di colmata che delimitavano l'area.